# Kirchdorf am Inn (Alta Áustria)
Kirchdorf am Inn é um município da Áustria localizado no distrito de Ried im Innkreis, no estado de Alta Áustria.